# Башта Банку Китаю (Шанхай)
Башта Банку Китаю (кит.: 上海中银大厦)  — хмарочос в Пудуні, Шанхай, КНР. Висота 53-поверхового будинку становить 226 метрів, з урахуванням антени 258 метри. Будівництво було завершено в 2000 році, 28 серпня цього року відбулося офіційне відкриття будинку. Проект розроблено японським архітектурним бюро Nikken Sekkei Ltd. в стилі постмодернізму.